# Haras du Quesnay
Le Haras du Quesnay est un élevage de chevaux de race pur-sang à Vauville dans le Calvados en Normandie. Il s’étend sur près de 280 hectares de pâturages situés à environ 6 km de Deauville.

## Les premières années
Le haras est fondé en 1907 quand le riche homme d'affaires et éleveur de chevaux américain William Kissam Vanderbilt achète le domaine. À la mort de ce dernier en 1920, la propriété est vendue à un autre cavalier américain, A. Kingsley Macomber (en), dont le jeune cheval War Cloud (en) remporte les Preakness Stakes de 1918. Macomber remporte également d'autres victoires, notamment le Prix de l'Arc de Triomphe de 1923 avec Parth (en).
Juste avant la Seconde Guerre mondiale, durant l'occupation allemande du haras et après jusqu’en 1958, la propriété est laissée à l'abandon.

## Famille Head
En 1958, la ferme est acquise par William Head et ses fils, Alec Head et Peter, descendants des entraîneurs qui fondèrent la English Racing Colony à Chantilly, dans l'Oise. Alec Head entreprend une restauration importante des installations pour orienter la ferme vers l’élevage. Il fait ensuite venir, en 1959, Lucky Dip le premier étalon pour une saison de monte. Au fil des ans, avec son épouse Ghislaine, le Haras du Quesnay devient l'un des principaux haras du pays, avec des chevaux acquis dans toute l'Europe et aux États-Unis[réf. souhaitée].
Les enfants d’Alec Head se sont également distingués dans l’univers des courses de chevaux. Sa fille Martine est impliquée dans la gestion de la ferme. Son fils Freddy a été un jockey majeur et un entraîneur, notamment de Goldikova. Sa fille cadette, Christiane «Criquette» Head, est l’un des meilleurs entraîneurs français et dans ce registre la femme la plus titrée au monde.
La reine du Royaume-Uni (et duchesse de Normandie) Élisabeth II est venue à trois reprises au haras du Quesnay. Une première fois le 19 mai 1967 lors de sa tournée des haras français, après la défaite de son cheval lors de la course hippique d’Ascot. Ce voyage privé l’a également menée dans la Sarthe, au haras du Mesnil, dans l’Orne et à l‘hippodrome de Deauville-La Touques, ainsi que dans les établissements des ventes avant de reprendre l’avion pour Londres à l’aéroport de Saint-Gatien.
La reine est revenue une deuxième fois, vingt ans plus tard en 1987, puis une troisième fois, accompagnée du prince Philip, en juin 2004, à l’occasion des célébrations du soixantième anniversaire du débarquement. Cette fois là, le couple royal a élu domicile chez Alec Head qui, par ailleurs, a lui-même séjourné avec son épouse à Windsor pendant un meeting royal d'Ascot[réf. souhaitée].

## Étalons notables
Le Haras du Quesnay a abrité d’éminents étalons et poulinières tels que Sir Gaylord, Dancer's Image, lauréat du Kentucky Derby de 1968, le premier père de poulinières en France en 1980, Le Fabuleux, Arctic Tern, Anabaa, six fois champion des étalons en France[réf. souhaitée].
Le haras met en vente chaque année les plus beaux yearlings appartenant à ses clients en Angleterre et en France.
Les écuries sont construites en briques et disposent d’un haut plafond pour une meilleure ventilation. Les litières des chevaux sont faites avec de la paille spécialement récoltée pour le haras, qui n’a subi aucun traitement chimique. La nourriture des chevaux est préparée avec de l’avoine noire, également récoltée spécifiquement pour le haras, du foin provenant de montagnes et du haras lui-même, de l’orge, du mash, des carottes et des compléments minéraux.

## Cessation d'activité
En octobre 2022, quelques mois après la disparition d'Alec Head, le haras cesse son activité et passe aux mains du milliardaire Stéphane Courbit, qui a fait fortune dans la télévision.